# 篠原真衣
篠原 真衣（しのはら まい、1984年4月25日 - ）は、日本の女優、モデル。大阪府出身。ジャパン・ミュージックエンターテインメント（イー・コンセプト）所属。

## 略歴
KANSAI Spy Girl＊selectを経て、2007年アサヒビールイメージガールに選ばれる。
2007年10月、テレビ東京ドラマ24『死化粧師』で女優デビュー。
他に『MEN'S CLUB』モデルを経て『Soup.』読者モデルとして活躍。

## 人物
- 趣味は散歩、カラオケ、音楽鑑賞、芸術鑑賞。
- 特技は書道(毛筆6段)、絵を描くこと。得意なスポーツは水泳。
- チャームポイントは笑顔。
- 性格は前向きで元気。
- 好きな食べ物はチーズ、明太子。好きな酒はアサヒスーパードライでジョッキ2〜3杯ぐらい飲む。
- 好きな言葉は「踏まれても踏まれてもたんぽぽのようにたくましく」（小学校時代の恩師の言葉）。
- 尊敬する人はYUKI、山口智子。
- スタイルキープの秘訣は水をたくさん飲むこと、半身浴、就寝前のストレッチ。
- 将来はいろいろなことにチャレンジしていきたいと語る。

## 出演

### テレビドラマ
- 死化粧師（2007年10月5日 - 12月21日、テレビ東京） - 夏井アズキ 役
- 腐女子デカ（2008年1月19日 - 2月16日、テレビ朝日） - 主演・星秋子 役
- エジソンの母 第9話（2008年3月7日、TBS） - 米原美沙 役[注 1]
- 猟奇的な彼女 第10話（2008年6月22日、TBS）
- 魔王（2008年7月4日 - 9月12日、TBS） - 仁科江里 役
- オー!マイ・ガール!!（	2008年10月14日 - 12月9日、日本テレビ） - 篠宮睦美 役
- ラブシャッフル 第6話（2009年2月20日、TBS） - ユカ 役
- 顔（2009年12月29日、NHK）[注 2]
- とめはねっ! 鈴里高校書道部 第3話 - 最終話（2010年1月21日 - 2月11日、NHK） - 笠置奈津子 役
- 絶対零度〜未解決事件特命捜査〜 第4話（2010年5月4日、フジテレビ） - 四之宮真紀 役
- 霊能力者 小田霧響子の嘘（2010年10月10日 - 12月5日、テレビ朝日） - 戸井睦子 役
- 屋上のあるアパート[注 3]（2011年3月21日） - 南のばら 役
- 都市伝説の女（2012年4月13日 - 6月8日、テレビ朝日） - 板倉由希美 役
- 原宿ネストカフェ（2012年11月10日、TBS） - ミク 役[注 4]
- dinner（2013年1月13日 - 3月24日、フジテレビ） - 中野千尋 役
- なるようになるさ。 第3話（2013年7月26日、TBS）
- 世にも奇妙な物語'13秋の特別編 「人間電子レンジ」（2013年10月12日、フジテレビ） - 吉岡 役
- ハニー・トラップ（2013年10月19日 - 12月21日、フジテレビ） - 早川由加利 役
- 金曜プレステージ 山村美紗サスペンス 赤い霊柩車シリーズ33（2014年4月18日、フジテレビ） - 藤川小蝶 役
- 聖女（2014年8月19日 - 10月7日、NHK） - 金子美咲 役
- 土曜ワイド劇場 私は代行屋!3（2014年11月15日、朝日放送） - 舞 役
- 僕らプレイボーイズ 熟年探偵社 第3話（2015年7月31日、テレビ東京） - 河合沙織 役
- 臨床犯罪学者 火村英生の推理 第1話（2016年1月17日、日本テレビ） - 小室礼美 役
- コピーフェイス〜消された私〜（2016年11月18日 - 12月23日、NHK） - 笠原美咲 役
- 科捜研の女（テレビ朝日）
  - 第16シリーズ 第16話（2017年） - 深瀬麻未 役
  - 第18シリーズ 第4話（2018年） - 松川恵利香 役
  - 第19シリーズ 第18話（2019年） - 古雅ゆかり 役
  - 第20シリーズ 第4話（2020年） - 成沢真弥 役
  - 第21シリーズ 第12話（2022年） - 三宅由莉 役
  - 第22シリーズ 最終話（2022年） - 牧村美優 役
- やじ×きた 元祖・東海道中膝栗毛 第8話「女狐の仇討ち（赤坂）」（2019年5月25日、BSテレ東） - 田坂志津 役
- だから私は推しました（2019年7月27日 - 9月14日、NHK総合） - 日高真衣 役
- 刑事ゼロ スペシャル（2019年9月15日、テレビ朝日） - 森沢雪代 役
- 警視庁捜査一課長 （テレビ朝日）
  - Season4 第6話（2020年5月14日） - 草村愛花 役[1]
  - Season6 第6話（2022年5月19日） - 諸星秋子 役
- 大江戸グレートジャーニー 〜ザ・お伊勢参り〜 第1話（2020年6月6日、WOWOW） - お吉 役
- 月曜プレミア8 「脳科学弁護士 海堂梓 ダウト」（2021年4月12日、テレビ東京） - 冬川秋穂 役
- 連続テレビ小説 おちょやん 第21週 - （2021年4月26日 - 、NHK） - 町田好美 役
- 特捜9 第4シリーズ 第9話（2021年6月2日、テレビ朝日） - 北村恵美 役
- IP〜サイバー捜査班  第3話（2021年7月15日、テレビ朝日） - 松永知里 役
- いりびと-異邦人- 第4話（2021年12月19日、WOWOW） - 真樹乃 役
- 相棒（テレビ朝日）season20 第18話「詩集を売る女」（2022年3月9日） - KAZHO（千里一歩） 役
- 混声の森 (2022年7月23日、30日NHK－BSプレミアム)　-柳原早苗 役
- オールドルーキー 第2話・第3話・第9話（2022年7月3日・7月17日・8月28日、TBS） - 本田あゆみ 役
- 刑事7人 SEASON9 第1話・第6話・第7話（2023年6月7日・7月12日・7月19日、テレビ朝日） - 山岡夏美 役
- 精神分析医 氷室想介の事件簿2-ベストセラー小説に隠された殺人事件の謎-（2023年10月1日、BS-TBS・BS-TBS4K） - 相田依子 役[2]

### 映画
- BABY BABY BABY!（2009年5月23日、東映）
- ノルウェイの森（2010年12月11日、東宝）
- 線は、僕を描く（2022年10月21日、東宝） - 茜 役

### 舞台
- Paradise（2008年12月25日 - 28日、THEATER/TOPS）[3]
- 御用牙（2009年3月20日 - 29日、紀伊國屋サザンシアター）[4]
- 尼崎ストロベリー（2024年3月2日 - 4日、あましんアルカイックホール・オクト）

### CM
- アサヒビール アサヒスーパードライ（2007年）[注 5][5]
- JR東海 EX-IC（2008年7月 - ）
- みずほ銀行 宝くじスクラッチ（2009年4月 - ）
- エスエス製薬 イブアウターI（2010年4月 - ）
- オリックス・クレジット オリックスVIPローンカード（2011年4月 - ）
- 塩野義製薬 セデス・ハイ（2013年6月 - ）
- KDDI au（2014年3月 - ）

### バラエティ
- バカヂカラ（2010年1月11日 - 2011年3月27日、TOKYO MX）
- プライスバラエティナンボDEなんぼ（2008年10月25日・11月8日、関西テレビ）

### インターネット動画
- つかちゃんの酔いの口ワイド(2012年2月24日 - 3月30日配信分)※ゲスト出演 フジテレビ無料動画サイト「見参楽（みさんが！）」
- つかちゃんの酔いの口ワイド(2012年4月6日 - )※レギュラー

### 雑誌
- KANSAI Spy Girl＊select
- MEN'S CLUB
- Soup.